# Calamus gonospermus
Calamus gonospermus är en enhjärtbladig växtart som beskrevs av Odoardo Beccari. Calamus gonospermus ingår i släktet Calamus och familjen Arecaceae. Inga underarter finns listade i Catalogue of Life.